# Ајон ле Жен
Ајон ле Жен (фр. Aillon-le-Jeune) насеље је и општина у источној Француској у региону Рона-Алпи, у департману Савоја која припада префектури Шамбери.
По подацима из 2011. године у општини је живело 439 становника, а густина насељености је износила 12,88 становника/km². Општина се простире на површини од 34,09 km². Налази се на средњој надморској висини од 850 метара (максималној 2.040 m, а минималној 877 m).

## Демографија
| 1962. | 1968. | 1975. | 1982. | 1990. | 1999. | 2011. |
| ----- | ----- | ----- | ----- | ----- | ----- | ----- |
| 190   | 211   | 225   | 250   | 261   | 337   | 439   |

График промене броја становника у току последњих година